# 課程制
課程制（かていせい）とは、大学の学部に、学科に代えて課程を置く制度。学科制と対比される。

## 概要
課程は、学生の履修区分に応じた組織であり、学科と違って一定の学問分野をカバーしているとは限らない。課程に教員が所属しない例も認められている。課程制は学科制に比べて、柔軟な教育が行える利点がある一方、場合によっては教員と学生との間に距離感を生じさせやすいという欠点もある。かつては教員を養成する教員養成課程でよく採用されていた。

## 課程制の学部の例
日本全国の大学の中で課程制をとっている大学・学部には、教員養成系の教育学部をはじめとして、それ以外にも次のような大学・学部がみられる。法学部などでは法律学科の他に法職課程を設けている学部もある。
- 教育学部教員養成課程
国立大学の教育学部における課程制は一般的であるが、さらに広島大学では教育学・教科教育研究系の教育学部は教員養成系の学校教育学部の合併で類・コース制に移行した。
- 北海道大学法学部
法学課程が置かれている。
- 弘前大学人文学部
人間文化、現代社会（旧情報マネジメント）、経済経営（旧社会システム）の3つの課程がある。
- 東京大学農学部
1994年から課程制に移行した。
- 東京外国語大学外国語学部
専攻語の属する地域などによって分けられた7つの課程が置かれている。
- 日本大学法学部
法職課程が置かれている。
- 広島大学工学部
類・課程制を取っている。

## 課程制に類した制度を取っている大学の例
学類制
- 福島大学
- 筑波大学
- 金沢大学